# Атом Віллард
Атом Віллард (справжнє ім'я Адам Девід Віллард, англ. Adam David Willard; 15 серпня 1973, Сан-Дієго) — американський барабанщик. 
Він почав свою кар'єру в 1990 році, коли приєднався до групи Rocket from the Crypt, де грав до 2000 року. Згодом він був членом груп The Special Goodness і The Offspring, а у 2005 році став одним з основоположників групи Angels & Airwaves. У 2007 році Віллард заявив про свій вихід з групи The Offspring заради того, щоб більше часу приділяти роботі у Angels & Airwaves. У вересні 2011 року Атом пішов з AvA.

## Дискографія
У цьому розділі представлений список альбомів і EP, на яких Віллард виступав.
| Рік  | Акт                   | Назва                           | Кредити                                                |
| ---- | --------------------- | ------------------------------- | ------------------------------------------------------ |
| 1992 | Rocket from the Crypt | Circa: Now!                     | Ударні на всіх треках                                  |
| 1995 | Rocket from the Crypt | The State of Art is on Fire     | Ударні на всіх треках                                  |
| 1995 | Rocket from the Crypt | Hot Charity                     | Ударні на всіх треках                                  |
| 1995 | Rocket from the Crypt | Scream, Dracula, Scream!        | Ударні на всіх треках                                  |
| 1998 | Rocket from the Crypt | RFTC                            | Ударні на всіх треках                                  |
| 1999 | Rocket from the Crypt | Cut Carefully and Play Loud     | Ударні на всіх треках                                  |
| 2003 | The Special Goodness  | Land Air Sea                    | Ударні на всіх треках                                  |
| 2004 | Melissa Auf der Maur  | Auf der Maur                    | Ударні на треках "Head Unbound" and "Would If I Could" |
| 2005 | The Offspring         | Greatest Hits                   | Ударні на треці Next To You                            |
| 2006 | Angels & Airwaves     | We Don't Need to Whisper        | Ударні на всіх треках                                  |
| 2007 | Angels & Airwaves     | I-Empire                        | Ударні на всіх треках                                  |
| 2010 | Angels & Airwaves     | Love                            | Ударні на всіх треках                                  |
| 2011 | Angels & Airwaves     | Love: Part Two                  | Ударні на всіх треках                                  |
| 2012 | The Hell              | Sauve Les Requins               | Ударні на всіх треках                                  |
| 2012 | Danko Jones           | Rock and Roll Is Black and Blue | Ударні на всіх треках                                  |
| 2013 | The Hell              | Southern Medicine               |                                                        |
| 2014 | Against Me!           | Transgender Dysphoria Blues     |                                                        |